# Chris Algieri
Christopher Mark Algieri (ur. 2 marca 1984 w Nowym Jorku) – amerykański bokser, były mistrz świata WBO w kategorii lekkopółśredniej.

## Kariera zawodowa
Jako zawodowiec 3 kwietnia 2008 r., mając za sobą wiele sukcesów w Kick-Boxingu. Do końca 2013 r., Algieri wygrał wszystkie 18. walk, pokonując m.in. byłego pretendenta Mike'a Arnaoutisa. 14 lutego 2014 r., Algieri zmierzył się z rodakiem Emmanuelem Taylorem. Po bardzo wyrównanej i zaciętej walce, Algieri zwyciężył jednogłośnie na punkty (98-92, 97-93, 97-93). Dzięki tej wygranej, Amerykanin otrzymał ofertę walki o mistrzostwo świata WBO w kategorii lekkopółśredniej. Do jego walki z Rusłanem Prowodnikowem doszło 14 czerwca 2014 r. Rosjanin już w pierwszej rundzie posłał rywala dwukrotnie na deski, wygrywając rundę aż trzema punktami. W kolejnych rundach Algieri odrabiał straty i o wszystkim zdecydowali sędziowie. Dwóch sędziów wskazało wygraną Amerykanina w stosunku punktowym: 114-112 a trzeci sędzia widział wygraną Rosjanina, punktując 109-117. Opinie ekspertów były podzielone, ale statystyki potwierdziły, że Algieri był w tej walce bardziej aktywny jak i skuteczny, doprowadzając do celu 288 ciosów przy 205 Prowodnikowa. Niedługo po walce, Algieri dostał ofertę walki o pas WBO w kategorii półśredniej z Mannym Pacquiao. Do pojedynku doszło 23 listopada 2014 r. Pacquiao zupełnie zdominował rywala, wygrywając każdą rundę. Algieri był liczony w tej walce aż sześciokrotnie.